# Асадаль
Асадаль (кор. 아사달, 阿斯達) — у корейській міфології столиця держави Кочосон, першого корейського царства, заснованого Тангуном. Припускають, що місто розташовувалось у Маньчжурії або ж у північно-східній частині провінції Хванхе (сучасна Північна Корея). Інші дослідники припускають, що Асадаль розташовувався в провінції Пхеньян.
Вперше місто Асадаль згадується в історичному творі Самгук Юса. Це ж джерело каже, що столиця Тангуна розташовувалась у Пхеньяні (провінція, що не має спільного з сучасною столицею КНДР, містом Пхеньян). На той час для імператора було прийнято мати дві столиці, тому дослідники вважають, що Асадаль був розташований у Маньчжурії, а літньою резиденцією правителя було місто Пхеньян.